# Татарская (Тюменская область)
Татарская — деревня в Абатском районе Тюменской области России. Входит в состав Шевыринского сельского поселения.

## История
В «Списке населенных мест Российской империи» 1871 года издания (по сведениям 1868—1869 годов) населённый пункт упомянут как казённая деревня Татарская (Котина) Ишимского округа Тобольской губернии, при озере Татарском, расположенная в 72 верстах от окружного центра города Ишим. В деревне насчитывалось 88 дворов и проживало 386 человек (190 мужчин и 196 женщин).

В 1926 году в деревне имелось 133 хозяйства и проживало 663 человека (307 мужчин и 356 женщин). В административном отношении Татарская входила в состав Шевыринского сельсовета Абатского района Ишимского округа Уральской области.

## География
Деревня находится в юго-восточной части Тюменской области, в лесостепной зоне, в пределах Ишимской равнины, на восточном берегу озера Татарского, на расстоянии примерно 6 километров (по прямой) к югу от села Абатское, административного центра района. Абсолютная высота — 76 метров над уровнем моря.

### Часовой пояс
Татарская, как и вся Тюменская область, находится в часовой зоне МСК+2. Смещение применяемого времени относительно UTC составляет +5:00.

## Население
| 1989 | 2002 | 2010 |
| ---- | ---- | ---- |
| 163  | ↗183 | ↘138 |

Гендерный состав
По данным Всероссийской переписи населения 2010 года в гендерной структуре населения мужчины составляли 44,9 %, женщины — соответственно 55,1 %.
Национальный состав
Согласно результатам переписи 2002 года, в национальной структуре населения русские составляли 98 % из 183 чел.

## Улицы
Уличная сеть деревни состоит из одной улицы (ул. Совхозная).